# John Johnson (astrónomo)

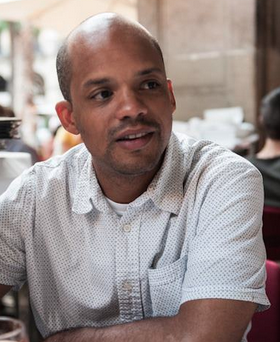
Foto de John A. Johnson en la "Cool Stars Meeting" de 2012 en Barcelona

John Asher Johnson es un astrofísico estadounidense y profesor de astronomía en Harvard. Fue profesor del Instituto de California de Tecnología e investigador del Instituto de Investigación de Exoplanetas de la NASA.
En 2012 el equipo de Johnson descubrió tres exoplanetas, incluyendo el más pequeño descubierto a la fecha, orbitando una enana roja utilizando el telescopio orbital Kepler.  Un estudio subsiguiente utilizó la semejanza entre esta y la estrella de Barnard y observaciones del Observatorio Keck para determinar más información sobre el sistema y la medida de sus tres planetas. Él es el investigador principal de Miniature Exoplanet Radial Velocity Array (Minerva), una búsqueda robótica de exoplanetas basada en la tierra. 